# San Miguel (Kolumbia)
San Miguel – miasto w Kolumbii, w departamencie Santander.